# Анікіна-Закревська Наталія Василівна
{{Cultural Heritage and Notable Personalities 2025}}
Анікіна-Закревська Наталія Василівна (нар. 1960, Київ)  — відома українська художниця-ілюстраторка, яка спеціалізується на дитячій книжковій графіці. Член Київської організації Національної Спілки художників України

## Біографічні відомості
Анікіна-Закревська Наталія Василівна народилася 1960 року в м. Києві.
У дитинстві Наталя разом із родиною жила у великому приватному будинку зі старим садом. На думку художниці, саме така атмосфера найбільше вплинула на її формування.
Здобула професійну освіту у Київському художньому інституті (нині Національна академія образотворчого мистецтва і архітектури). Навчалася на відділенні станкової графіки та завершила навчання у 1986 році. 
ї наставниками були такі викладачі, як Андрій Чебикін та М. Компанієць.

## Творча діяльність
Працює переважно з аквареллю та пастеллю, а також використовує гуаш, сангіну, олівці.
Дає характеристику свого мистецтва: «Краса. Радість. Швидкоплинність. Доброта. Деталі».
Разом зі своїм чоловіком, художником Володимиром Анікіним, проілюструвала понад сотню дитячих книжок та шкільних підручників.
Створила безліч ілюстрацій для українських дитячих журналів, таких як «Малятко», «Пізнайко» та «Барвінок».
Співпрацювала з різними видавництвами України, серед яких «Радянська школа», «Освіта», «А.С.К.», «Махаон-Україна», «Навчальна книга» тощо.
Переможниця Міжнародного конкурсу художників від журналу «Стіна» (2021 р.)
Книги, що ілюструвала художниця:
Федькович Ю. А. Вибране / Ю. А. Федькович ; упоряд., прим. М. Шалати ; худож. В. Анікін, Н. Анікіна. — Київ : Радянська школа, 1990. — 206 с. : іл. — (Шкільна бібліотека). — ISBN 5330009839.
Стожари : зб. худож. творів для позакл. читання у 6 кл. / упоряд. Н. А. Яценківська ; худож. В. І. Анікін, Н. В. Анікіна. — Київ : Радянська школа, 1991. — 304 с. : іл. — ISBN 5330010497.
Keresztyen B. Irodalom : Riserleti tankonyv Ukrajna maguar tanitasi nyelvu iscolainak 7. osztalva szamara = Підручник для 7 кл. шк. України з угор. мовою навч. / Б. Керестень, К. С. Кулін ; худож. Н. В. Анікіна, Б. А. Жуковський. — Київ; Ужгород : Освіта, 1993. — 199 с. : іл. — ISBN 5330025419.
Бібік Н. М. Віконечко : навч. посібник для 1 кл. чотириріч. початк. шк. / Н. М. Бібік, Н. С. Коваль ; худож. В. І. Анікін ; Н. В. Анікіна. — Київ : Освіта, 1993. — 64 с. : іл. — ISBN 533002529Х.
Бібік Н. М. Віконечко : навч. посіб. для 1 кл. чотириріч. і триріч. почат. шк. / Н. М. Бібік , Н. С. Коваль ; худож. В. І. Анікін, Н. В. Анікіна. — Київ : Освіта, 1995. — 64 с. : іл. — ISBN 5330025591.
Бібік Н. М. Віконечко : навч. посібник для 1 кл. почат. шк. / Н. М. Бібік , Н. С. Коваль ; худож. В. І. Анікін, Н. В. Анікіна. — 3-є вид. — Київ : Освіта, 1996. — 64 с. : іл. — ISBN 5330031079.
Бібік Н. М. Віконечко : для 1 кл. чотириріч. і триріч. почат. шк. / Н. М. Бібік , Н. С. Коваль ; худож. В. І. Анікін, Н. В. Анікіна. — 2-е вид., доп. й перероб. — Київ. : А.С.К., 1997. — 80 с. : іл. — ISBN 9665390481.
Бібік Н. М. Віконечко : для 1 кл. чотириріч. і триріч. почат. шк. / Н. М. Бібік , Н. С. Коваль ; худож. В. І. Анікін, Н. В. Анікіна. — 2-е вид., доп. й перероб. — Київ : А.С.К., 2000. — 80 с. : іл. — ISBN 9665392700.
Білий І. О. Сходинки-2 : читанка для 2-го кл. триріч. почат. шк. / І. О. Білий ; худож. В. Анікін, Н. Закревська, Е. Орро. — Київ : А.С.К., 2000. — 335 с. : іл. 
Круть і верть : [казка] / худож. Н. Закревська. — Київ : Махаон-Україна, 2001. — 18 с. : іл. — (Почитай мені казку). — ISBN 9666051273.
Телесик / худож. Н. Закревська. — Київ : Махаон, 2002. — 18 с. : іл. — (Почитай мені казку). — ISBN 9666052385.
Воронько П. М. Хвалився кіт / П. М. Воронько ; худож. Н. Закревська. — Київ : Махаон-Україна, 2001. — 18 с. : іл. — (Прочитай мені вірш). — ISBN 9666052393.
Круть і Верть / худож. Н. Закревська. — Київ : Махаон, 2002. — 18 с. : іл. — (Почитай мені казку). — ISBN 9666051273.
Воронько П. М. Хвалився кіт / П. М. Воронько ; худож. Н. Закревська. — Київ : Махаон, 2002. — 18 с. : іл. — (Прочитай мені вірш). — ISBN 9666052393.
Дванадцять місяців : казка / за переказом М. Морозенко ; худож. В. Анікін та Н. Анікіна. — Київ : Преса України, 2004. — 32 с. : іл. — ISBN 9667084957.
Коваль Л. А. Крок за кроком. Українська мова : навч. посіб. з укр. мови для 3 кл… / Л. А. Коваль ; худож. І. Г. Зубковська, Н. В. Анікіна. — Київ : Томіріс, 2004. — 166 с. : іл. — ISBN 9667873129.
Казковий вечір : укр. нар. казки / іл. Н. В. Анікіної ; худож. оформ. С. І. Лук'яненко, Л. В. Лук'яненко. — Київ : Росава, 2004. — 150 с. : іл. — ISBN 966-96220-2-6.
Двоє жадібних ведмежат : угор. нар. казка / мал. В. та Н. Анікіних. — Київ : Преса України, 2004. — 16 с. : іл. — ISBN 966-8373-04-9.
Дванадцять місяців : казка / за переказом М. Морозенко ; іл. В. Анікіна, Н. Анікіної. — Київ : Преса України, 2005. — 29, [3] с. : іл. — ISBN 966-7084-95-7.
Обертинська А. П. Бережи себе, малюк! : навч. посіб. / А. П. Обертинська ; худож. Н. В. Анікіна, В. І. Анікін ; дизайн обкл. С. І. Лук'яненко. — Київ : Росава, 2006. — 125, [1] с. : іл. — ISBN 966-96220-3-4.
Биркун Л. В. Наша англійська = Our English : підруч. для 6 кл. загальноосвіт. навч. закл. (5-й рік навчання) / Л. В. Биркун ; худож. В. І. Анікін, Н. В. Анікін. — Київ : Освіта, 2006. — 208 с. : іл. — ISBN 9660406223.
Чернуха В. Г. Дорога милосердя : навч. посіб. для учнів 2 кл. загальноосвіт. навч. закл. / В. Г. Чернуха, Е. В. Бєлкіна ; авт. вірш. творів Л. М. Глазунова ; худож. В. І. Анікін, Н. В. Анікіна. — Київ : Навчальна книга, 2007. — 127 с. : іл. — (Християнська етика в українській культурі). — ISBN 9789663290898.
Чернуха В. Г. Дорога милосердя : робочий зошит для учнів 2 кл. загальноосвіт. навч. закл. / В. Г. Чернуха, Е. В. Бєлкіна ; авт. вірш. творів Л. М. Глазунова ; худож. В. І. Анікін, Н. В. Анікіна. — Київ : Навчальна книга, 2007. — 52 с. : іл. — (Християнська етика в українській культурі). — ISBN 9789663291000.
Огульчанський Б. Дорога доброчинності : навч. посіб. для учнів 3 кл. загальноосвіт. навч. закл. / Б. Огульчанський, І. Сіданич ; худож. В. І. Анікін, Н. В. Анікін. — Київ. : Навчальна книга, 2007. — 124 с. : іл. — (Християнська етика в українській культурі). — ISBN 9789663291017.
Сіданич І. Дорога доброчинності : робочий зошит для учнів 3 кл. загальноосвіт. навч. закл. / І. Сіданич, Б. Огульчанський ; худож. В. І. Анікін, Н. В. Анікіна. — Київ : Навчальна книга, 2007. — 52 с. : іл. — (Християнська етика в українській культурі). — ISBN 9789663291024.
Ломаковська Г. В. Інформатика : підруч. для учнів 7 кл. загальноосвіт. навч. закл. / Г. В. Ломаковська, Й. Я. Ривкінд ; худож. В. І. Анікін, Н. В. Анікіна. — Київ : Навчальна книга, 2007. — 143 с. : іл. — (Київський підручник). — ISBN 9789663291031.
Чернуха В. Г. Дорога мудрості : навч. посіб. для учнів 4 кл. загальноосвіт. навч. закл. / авт. вірш. творів Л. М. Глазунова ; худож. В. І. Анікін, Н. В. Анікіна. — Київ : Навчальна книга, 2007. — 143 с. : іл. — (Християнська етика в українській культурі). — ISBN 9789663291079.
Чернуха В. Г. Дорога мудрості : робочий зошит для учнів 4 кл. загальноосвіт. навч. закл. ; худож. В. І. Анікін, Н. В. Анікіна. — Київ : Навчальна книга, 2007. — 51 с. : іл. — (Християнська етика в українській культурі). — ISBN 978-966-329-111-6.
Дванадцять місяців : казка / за переказом М. Морозенко ; ілюстр. В. Анікіна, Н. Анікіної. — Київ : Преса України, 2007. — 32 с. : іл. — ISBN 966-7084-95-7.
Вестлі А.-К. Марта і бабуся, бабуся і Мортен : повісті / А.-К.Вестлі ; пер. з норвез. Н. Іваничук ; худож. В. Анікін, Н. Анікіна. — Київ : Махаон-Україна, 2008. — 134 с. : іл. — (Весела компанія). — ISBN 978-966-605-811-2.
Вестлі А.-К. Маленька подяка від Антона : повість / А.-К.Вестлі ; ілюстр. В. Анікіна, Н. Анікіної ; пер. з норвез. Н. Іваничук. — Київ : Махаон-Україна, 2008. — 110 с. : іл. — ISBN 978-966-605-867-9.
Сіданич І. Л. Дорога доброчинності : робочий зошит для учнів 3 кл. загальноосвіт. навч. закл. / І. Л. Сіданич, Б. Ю. Огульчанський ; худож. В. І. Анікін, Н. В. Анікіна. — 2-е вид., зі змінами. — Київ : Сім кольорів, 2008. — 52 с. : іл. — (Християнська етика в українській культурі). — ISBN 978-966-2054-04-0.
Чернуха В. Г. Дорога милосердя : робочий зошит для учнів 2 кл. загальноосвіт. навч. закл. / худож. В. І. Анікін, Н. В. Анікіна. — 2-е вид., зі змінами. — Київ : Сім кольорів, 2008. — 52 с. : іл. — (Християнська етика в українській культурі). — ISBN 978-966-2054-02-6.
Чернуха В. Г. Дорога добра : робочий зошит : 1 кл. / В. Г. Чернуха, Е. В. Бєлкіна ; худож. В. І. Анікін, Н. В. Анікіна. — Київ : Сім кольорів, 2008. — 39 с. : іл. — (Християнська етика в українській культурі). — ISBN 9789662054033.
Чернуха В. Г. Дорога Мудрості : робочий зошит : 4 кл. / В. Г. Чернуха, Е. В. Бєлкіна ; худож. В. І. Анікін, Н. В. Анікіна. — Київ : Сім кольорів, 2008. — 51 с. : іл. — (Християнська етика в українській культурі). — ISBN 978-966-2054-05-7.
Сак Т. В. Навчальний посібник з математики : 1 кл. : для спец. загальноосвіт. навч. закл. інтенс. пед. корекції (для дітей із ЗПР) / Т. В. Сак, К. К. Мазуркова ; худож. Н. В. Анікіна. — Київ : Либідь, 2008. — 71 с. : іл. — ISBN 978-966-06-0544-2.
Обертинська А. П. Бережи себе, малюк! : навч. посіб. : для дітей мол. шк. віку та їхніх батьків / А. П. Обертинська, З. В. Огороднійчук, А. С. Сичевський ; худож. Н. В. Анікіна, В. І. Анікін. — Київ : Росава - Н, 2009. — 109 с. : іл. — ISBN 978-966-2000-01-6.
Телесик / худож. Н. Закревська. — Київ : Махаон-Україна, 2009. — 18 с. : іл. — (Почитай мені казку). — ISBN 966-605-238-5.
Круть і Верть / худож. Н. Закревська. -— Київ : Махаон-Україна, 2009. — 18 с. : іл. — (Почитай мені казку). — ISBN 966-605-127-3.
Заповіді блаженств / упоряд. В. Паронової ; худож. Н. Анікіна. — Тернопіль : Навчальна книга - Богдан, 2010. — 31 с. : іл. — (Для дитячої душі). — ISBN 978-966-10-0812-9.
Паронова В. Казковий калейдоскоп : загадки / В. Паронова ; іл. Н. Анікіної. — Тернопіль : Навчальна книга - Богдан, 2011. — 63 с. : іл. — ISBN 978-966-10-0708-5.
Паронова В. Велика сила : оповідання / В. Паронова ; худож. Н. Анікіна ; обкл. В. Басалиги. — Тернопіль : Богдан, 2012. — 31 с. : іл. — (Для дитячої душі). — ISBN 978-966-10-2458-7.
Вашуленко М. С. Зошит з читання : 1 кл. : навч. посіб. : за новою прогр. / М. С. Вашуленко, О.В. Вашуленко ; худож Н. В. Анікіна. — Київ : Освіта, 2012. — 48 с. : іл. — ISBN 978-617-656-110-1.
Сходинки до інформатики = Trepte spre informatica : підруч. для 2 кл. загальноосвіт. навч. закл. з навчанням молд. мовою / Г. В. Ломаковська [та ін.] ; пер. з укр. К. В. Даскалюка ; ілюстр. В. І. Анікіна, Н. В. Анікіної. — Львів : Світ, 2012. — 159 с. : іл. —ISBN 978-966-603-793-3.
Сходинки до інформатики = Bevezetes az Informatikaba : підруч. для 2 кл. загальноосвіт. навч. закл. з навчанням угор. мовою / Г. В. Ломаковська [та ін.] ; пер. з укр. Г. Г. Семере ; ілюстр. В. І. Анікіна, Н. В. Анікіної. — Львів : Світ, 2012. — 159 с. : іл. — Текст угор. мовою. — ISBN 978-966-603-781-0.
Сходинки до інформатики : підруч. для 2 кл. для загальноосвіт. навч. закл. / Г. В. Ломаковська [та ін.] ; іл. худож. В. І. Анікіна, Н. В. Анікіної. — Київ : Освіта, 2012. — 159 с. : іл. — ISBN 978-617-656-135-4.
Сходинки до інформатики = Trepte spre informatica : підруч. для 2 кл. загальноосвіт. навч. закл. з навчанням рум. мовою / Г. В. Ломаковська [та ін.] ; ілюстр. худож. В. І. Анікіна, Н. В. Анікіної ; пер. М. В. Товарницький. — Львів : Світ, 2012. — 159 с. : іл. — Текст рум. мовою. — ISBN 978-966-603-789-6.
Сходинки до інформатики = Schodki do informatyki : підруч. для 2 кл. загальноосвіт. навч. закл. з навчанням пол. мовою / Г. В. Ломаковська [та ін.] ; ілюстр. худож. В. І. Анікіна, Н. В. Анікіної. — Львів : Світ, 2012. — 159 с. : іл. — Текст пол. мовою. — ISBN 978-966-603-785-8.
Сходинки до інформатики : підруч. для 2 кл. для загальноосвіт. навч. закл. / Г. В. Ломаковська [та ін.] ; іл. худож. В. І. Анікіна, Н. В. Анікіної. — Київ : Освіта, 2013. — 159 с. : іл. — ISBN 978-617-656-135-4.
Вашуленко О. В. Зошит з читання : навч. посіб. для 1 кл. / О. В. Вашуленко ; мал. Н. В. Анікіної. — Вид. 2-е, переробл. — Київ : Освіта, 2013. — 48 с. : іл. — (За новою програмою). — ISBN 978-617-656-165-1.
Вашуленко М. С. Робочий зошит з української мови : навч. посіб. для 2 кл. Ч. 2 / М. С. Вашуленко, С. Г. Дубовик ; мал. В. Анікіна, Н. Анікіної. — Київ : Освіта, 2013. — 64 с. : іл. — (За новою програмою). — ISBN 978-617-656-170-5.
Сходинки до інформатики : підруч. для 2 кл. загальноосвіт. навч. закл. / Г. В. Ломаковська [та ін.] ; ілюстр. худож. В. І. Анікіна, Н. В. Анікіної. — Київ : Освіта, 2014. — 159 с. : іл. — ISBN 978-617-656-135-4.
Вестлі А.-К. Марта і бабуся, бабуся і Мортен : повісті / А.-К. Вестлі ; пер. з норвез. Н. Іваничук ; худож. В. Анікін, Н. Анікіна. — Київ : Рідна мова, 2015. — 236, [3] с. : іл. — (Весела компанія). —  ISBN 978-966-7200-87-0.
Паронова В. І. Мій Ангел-Охоронитель : для дітей 6-7 р. / В. І. Паронова ; худож. Н. Анікіна. — Тернопіль : Навчальна книга - Богдан, 2016. — [15] с. : іл. — ISBN 978-966-10-4544-5.
Паронова В. І. Царівна-жабка : казка / В. І. Паронова ; худож. Н. Анікіна. — Тернопіль : Навчальна книга - Богдан, 2016. — 62 с. : іл. — (Давня добра казка). — ISBN 978-966-10-3266-7.
Паронова В. І. Слухняній малечі : для дітей 3-4 років / В.І. Паронова ; худож. Н. Анікіна. — Тернопіль : Навчальна книга - Богдан, 2016. — [15] с. : іл. — (Для дитячої душі). — ISBN 978-966-10-4543-8.
Паронова В. І. Царівна-жабка : казка / В.І. Паронова ; худож. Н. Анікіна. — Тернопіль : Навчальна книга - Богдан, 2016. — 62, [1] с. : іл. — (Давня добра казка).
Різдвяні колядочки / вірші написали: Л. Антонова, В. Багірова, О. Богачук [та ін.] ; мал. В. Анікін, Н. Анікіна, В. Дунаєва [та ін.] ; упоряд. С. Крупчан. — Київ : Рідна мова, 2017. — 46, [1] с. : іл. — (Чемним діточкам). — ISBN 978-966-917-109-2.
Вашуленко М. С. Зошит з читання : навч. посіб. для 1 кл. : за новою програмою / М. С. Вашуленко, О. В. Вашуленко ; мал. худож. Н. В. Анікіної. — 2-е вид., перероб. — Київ : Освіта, 2017. — 48 с. : іл. — ISBN 978-617-656-165-1.
Сходинки до інформатики : підруч. для 2 кл. загальноосвіт. навч. закл. / Г. В. Ломаковська [та ін.] ; іл. худож. В. І. Анікіна, Н. В. Анікіної. — Київ : Освіта, 2017. — 159 с. : іл. — ISBN 978-617-656-135-4.
Сенцовський В. І. Петрусь, пес Тимоха і Кощійко з липового сучка : твори для дітей мол. шк. віку / В. І. Ященко ; Департамент інформаційної діяльності та комунікацій з громадськістю Чернігівської обласної державної адміністрації ; ред. В. Сапон ; мал. Н. Анікіної. — Житомир : Бук-Друк, 2017. — 83 с. : іл. — ISBN 978-617-7607-47-1.
Бернетт Ф. Маленький лорд Фаунтлерой / Ф. Г. Бернет ; пер. Л. І. Дубовик ; обкл. Н. В. Болдирєвої ; іл. Н. В. Анікіної. — Харків : Ранок, 2020. — 295, [1] с. : іл. — (Класичні романи). — ISBN 978-617-09-4523-5.
Кулідж С. Що Кейті робила : роман / С. Кулідж ; Л. І. Дубовик ; іл. Н. В. Анікіної ; обкл. Н. В. Болдирєвої. — Харків : Ранок, 2020. — 238, [2] с. : іл. — (Класичні романи). — ISBN 978-617-09-6235-5.
Олкотт Л. М. Маленькі жінки : роман : (скорочено) / Л. М. Олкотт ; пер. Л. І. Дубовик ; обкл. Н. В. Болдирєвої ; іл. Н. В. Анікіної. — Харків : Ранок, 2021. — 255, [1] с. : іл. — (Класичні романи). — ISBN 978-617-09-6459-5.
Монтгомері Л. Енн з острова Принца Едуарда : [роман] : (скорочено) / Л. Монтгомері ; пер. Л. І. Дубовик ; іл. Н. В. Анікіна ; обкл. Н. В. Болдирєва. — Харків : Ранок, 2022. — 271 с. : іл. — (Класичні романи). — ISBN 978-617-09-6950-7.
Кічура Л. Добрі мамині казки : Дух Різдва / Л. Кічура ; іл. Н. Анікіної. — Львів : Папуга, 2023. — 83, [1] с. : іл. — ISBN 978-617-7142-86-6. 